# Phố Hàng Trống
Hàng Trống là một tuyến phố cổ thuộc quận Hoàn Kiếm, chạy từ cuối phố Hàng Gai đến giữa phố Lê Thái Tổ. Phố Hàng Trống có chiều dài 396 mét.

## Lịch sử
Theo nhà Hà Nội học Nguyễn Vinh Phúc, phố Hàng Trống được xây dựng từ phần đất của nhiều thôn xóm cũ: đoạn giáp phố Hàng Gai là đất thôn Cổ Vũ; đoạn giữa là thôn Khánh Thụy Hữu và đoạn cuối là thôn Tự Tháp. Tất cả các thôn này đều thuộc tổng Tiền Trúc (sau đổi là tổng Thuận Mỹ) huyện Thọ Xương cũ. Phố ngày nay thuộc phường Hàng Trống, quận Hoàn Kiếm.
Gọi là Hàng Trống do trước đây những người dân làm trống làng Liêu Thượng (nay thuộc huyện Yên Mỹ, Hưng Yên) tới đây cư trú và buôn bán: trống cái, trống con, trống bàn, trống cơm, trống bồng... Ngoài ra còn có nghề làm lọng của dân làng Đào Xá (Thường Tín, Hà Tây cũ), nghề vẽ tranh của dân làng Tự Tháp.
Các cửa hàng làm trống, làm lọng, in tranh đều nằm ở đoạn đầu và đoạn giữa phố. Còn đoạn cuối phố là các cửa hiệu thêu của những người vùng đất Quất Động, Hướng Dương (huyện Thường Tín, Hà Sơn Bình).
Phố Hàng Trống ngày này còn hai ngôi đền cổ. Ở giữa phố, số nhà 82, là đền Đông Hương còn gọi là đền Hàng Trống. Đền này thờ một đào nương. Còn ở cuối phố, số nhà 75 là đình Nam Hương, chủ yếu thờ thần Bạch Mã và Linh Lang.

## Các tuyến xe buýt chạy qua
- Tuyến 31: Hết phố